# غريت اند ليتل همبدن (باكينجهامشير)
غريت اند ليتل همبدن (بالإنجليزية: Great and Little Hampden)‏ هي قرية و أبرشية مدنية تقع في المملكة المتحدة في باكينجهامشير.  يقدر عدد سكانها بـ 259 نسمة .